# 1949年のスポーツ

## できごと
- 2月16日 - 日本社会人野球協会創立
- 2月23日 - 日本プロ野球のコミッショナー制発足
- 4月 - 日本体育大学体育学部体育学科を開設[1]。
- 5月16日 - 日本、世界保健機関に加盟
- 6月1日 - 国立学校設置法の制定により東京教育大学（現・筑波大学）体育学部を開設[2]。
- 8月16日 - 競泳の古橋広之進、全米水上選手権で400、800、1500メートル自由形で世界新記録[3]
- 10月12日 - 第二次世界大戦後初めて、アメリカ野球チーム、サンフランシスコ・シールズ来日
- 10月16日 - 横綱前田山英五郎、秋場所を休場し、日米親善野球を見物
- 10月23日 - 横綱前田山英五郎、引退
- 11月26日 - 太平洋野球連盟結成、プロ野球は2リーグ制へ

## 総合競技大会
- 第1回国際ろう者冬季競技大会（オーストリア・ゼーフェルト・1月26日～30日）
- 第6回国際ろう者競技大会（デンマーク・コペンハーゲン・8月12日～16日）
- 第1回国際学生スポーツ週間（イタリア・メラーノ・8月28日～9月4日）

- 第4回東京国体（冬季スケート - 長野県・1月27日～30日、冬季スキー - 北海道・3月3日～6日、夏季 - 神奈川県・9月15日～18日、秋季 - 東京都、神奈川県、千葉県、山梨県、埼玉県・10月30日～11月3日）
天皇杯順位：優勝東京都、第2位北海道、第3位大阪府
皇后杯順位：優勝東京都、第2位北海道、第3位京都府

## アイスホッケー
- スタンレーカップ決勝（1948-1949シーズン）
トロント・メープルリーフス （4勝0敗） デトロイト・レッドウィングス

## アメリカンフットボール
- NFLチャンピオンシップゲーム
フィラデルフィア・イーグルス（東地区） 14-0 ロサンゼルス・ラムズ（西地区）

## 大相撲
- 春場所（浜町公園（仮設）国技館・1月12日～24日）
幕内最高優勝 : 東富士謹一（10勝2敗1分,2回目）
十両優勝 : 鳴門海一行（9勝4敗）
- 夏場所（浜町公園（仮設）国技館・5月15日～29日）
幕内最高優勝 : 増井山大志郎（13勝2敗,2回目）
十両優勝 : 大昇充宏（11勝4敗）
- 秋場所（大阪阿倍野橋仮設国技館・10月9日～23日）
幕内最高優勝 : 千代ノ山雅信(13勝2敗,初）
十両優勝 : 琴ヶ濱貞雄（11勝4敗）

## ゴルフ

### 世界4大大会（男子）
- マスターズ優勝者：サム・スニード（アメリカ）
- 全米オープン優勝者：ケリー・ミドルコフ（アメリカ）
- 全英オープン優勝者：ボビー・ロック（南アフリカ）
- 全米プロゴルフ優勝者：サム・スニード（アメリカ）

## 自転車競技

### ロードレース
- 第32回ジロ・デ・イタリア
総合優勝：ファウスト・コッピ（イタリア）
- 第36回ツール・ド・フランス
総合優勝：ファウスト・コッピ（イタリア）
ファウスト・コッピが、同一年のジロとツールで総合優勝するダブルツールを史上初めて達成する。
- 世界自転車選手権男子・プロ個人ロードレース
優勝：リック・バンステーンベルヘン（ベルギー）

## 競輪
- 第1回全国争覇競輪（大阪府営住之江競輪場）
競走車部門・甲規格優勝：横田隆雄（大阪）
競走車部門・乙規格優勝：横田隆雄（大阪）
実用車部門優勝：後藤欣一（大阪）
- 第2回全国争覇競輪（川崎競輪場）
男子競走車部門・甲規格優勝：横田隆雄（大阪）
男子競走車部門・乙規格優勝：小林源吉（埼玉）
男子実用車部門優勝：後藤欣一（大阪）
女子競走車部門優勝：高木ミナエ（岐阜）
- 第2回をもって、男子競走車部門・乙規格は廃止され、第3回以降、男子競走車部門は甲規格に統一された。

## テニス

### グランドスラム
- 全豪選手権　男子単優勝：フランク・セッジマン（オーストラリア）、女子単優勝：ドリス・ハート（アメリカ）
- 全仏選手権　男子単優勝：フランク・パーカー（アメリカ）、女子単優勝：マーガレット・オズボーン・デュポン（アメリカ）
- ウィンブルドン　男子単優勝：テッド・シュローダー（アメリカ）、女子単優勝：ルイーズ・ブラフ（アメリカ）
- 全米選手権　男子単優勝：パンチョ・ゴンザレス（アメリカ）、女子単優勝：マーガレット・オズボーン・デュポン（アメリカ）

## バスケットボール
- NBAファイナル（1948-1949シーズン）
ミネアポリス・レイカーズ （4勝2敗） ワシントン・キャピトルズ

## バレーボール
- バレーボール男子世界選手権（チェコスロバキア・プラハ・9月10日-18日）

優勝ソビエト、第2位チェコスロバキア、第3位ブルガリア

## 野球

### 日本

#### プロ野球
- 1リーグ制はこの年で終了し、翌年から2リーグに分裂することになる。
- 飛ぶボールが採用されたため、本塁打が大幅に増加した。
- プロ野球再編問題 (1949年)
- 優勝:読売ジャイアンツ　85勝48敗
  - 個人タイトル
    - 最優秀選手　　藤村富美男（大阪タイガース）
    - 首位打者　　　小鶴誠（大映スターズ）　．361
    - 本塁打王　　　藤村富美男（大阪タイガース）　46本
    - 打点王　　　　藤村富美男（大阪タイガース）　142点
    - 最多安打　　　藤村富美男（大阪タイガース）　187本
    - 最優秀防御率　藤本英雄（読売ジャイアンツ）　1.94
    - 最多勝利　　　ヴィクトル・スタルヒン（大映スターズ）　27勝
    - 最多奪三振　　武末悉昌（南海ホークス）　183個
    - 最高勝率　　　藤本英雄（読売ジャイアンツ）　．774

#### 東京六大学野球
- 春 - 神宮・後楽園・上井草の各球場を使用。
  - 早大が優勝。
- 秋 - 神宮・後楽園・上井草の各球場を使用。
  - 慶大が優勝。

#### 高校野球
- 第21回選抜高等学校野球大会決勝（阪神甲子園球場・4月6日）
北野（大阪府） 6-4 芦屋（兵庫県）
- 第31回全国高等学校野球選手権大会決勝（阪神甲子園球場・8月20日）
湘南（神奈川県） 5-3 岐阜（岐阜県）

### アメリカ大リーグ
- ワールドシリーズ
ニューヨーク・ヤンキース（ア・リーグ） （4勝1敗） ブルックリン・ドジャース（ナ・リーグ）

## 誕生
- 1月8日 - 木之本興三（千葉県、サッカー、+ 2017年）[4]
- 1月10日 - ジョージ・フォアマン（アメリカ、ボクシング）
- 1月18日 - 伊原春樹（広島県、野球）
- 1月20日 - 関野吉晴（東京都、冒険家）
- 2月22日 - ニキ・ラウダ（オーストリア、レーシングドライバー、+ 2019年）[5]
- 2月25日 - リック・フレアー（アメリカ、プロレス）
- 4月23日 - 平野光泰（大阪府、野球、+ 2023年）[6]
- 4月27日 - 藤原喜明（岩手県、プロレス）
- 5月9日 - アーチー・マニング（アメリカ、アメリカンフットボール）
- 5月13日 - 弘田澄男（高知県、野球）
- 5月30日 - 道原裕幸（山口県、野球）
- 6月5日 - ガッツ石松（栃木県、ボクシング）
- 6月6日 - 中村勝広（千葉県、野球、+ 2015年）[7]
- 6月30日 - 山本和行（広島県、野球）
- 7月5日 - 川藤幸三（福井県、野球）
- 7月11日 - エメルソン・レオン（ブラジル、サッカー）
- 7月22日 - ラッセ・ビレン（フィンランド、陸上競技）
- 8月4日 - 今井雄太郎（新潟県、野球）
- 8月6日 - マイク・ラインバック（アメリカ、野球、+ 1989年）
- 8月29日 - スタン・ハンセン（アメリカ、プロレス）
- 9月4日 - トム・ワトソン（アメリカ、ゴルフ）
- 9月12日 - イリーナ・ロドニナ（ソビエト連邦、フィギュアスケート）
- 9月18日 - ピーター・シルトン（イギリス、サッカー）
- 9月27日 - マイク・シュミット（アメリカ、野球）
- 10月10日 - ロイヤル小林（熊本県、ボクシング）
- 10月20日 - ワレリー・ボルゾフ（ソビエト連邦、陸上競技）
- 10月21日 - 大場政夫（東京都、ボクシング、+ 1973年）
- 10月22日 - アルセーヌ・ベンゲル（フランス、サッカー）
- 11月27日 - 村田兆治（広島県、野球、+ 2022年）[8]
- 12月28日 - 佐々木恭介（兵庫県、野球）

## 死去
- 1月22日 - ヘンリー・スローカム（アメリカ、テニス、*1862年）
- 3月9日 - チャールズ・ベネット（イギリス、陸上競技、*1870年）
- 4月2日 - カルロ・ガレッティ（イタリア、自転車競技、*1882年）
- 4月18日 - ウルリッヒ・サルコウ（スウェーデン、フィギュアスケート、*1877年）
- 7月27日 - エラリー・クラーク（アメリカ、陸上競技、*1874年）
- 10月27日 - マルセル・セルダン（ナイジェリア、ボクシング、*1916年）
- 12月28日 - ジョン・ラブロック（ニュージーランド、陸上競技、*1910年）